# Saint Anselm College
Saint Anselm College es una universidad católica benedictina privada de artes liberales ubicada principalmente en Goffstown, Nuevo Hampshire. Fundada en 1889, es la tercera universidad católica más antigua de Nueva Inglaterra. Bautizada con el nombre de San Anselmo de Canterbury, la universidad sigue teniendo una abadía benedictina independiente y en pleno funcionamiento adjunta a ella, la Abadía de San Anselmo.
El plan de estudios académico de la universidad requiere varios cursos de filosofía y teología, así como el programa “Conversatio”. Desde la década de 1950, la universidad ha desempeñado un papel en las “primeras primarias de la nación” de Nuevo Hampshire, y ha servido como escenario para muchos futuros presidentes, candidatos y partidarios.

## Campus
La mayor parte del campus está en Goffstown, y la otra parte está en Bedford.
El campus de Saint Anselm fue clasificado como el número 17 de los “campus más hermosos” según Princeton Review en 2011. El campus está situado en Goffstown, y una parte de los campos de atletismo ocupan la ciudad vecina de Bedford. La dirección postal para estudiantes y profesores es Manchester, Nuevo Hampshire. Hay un total de 60 edificios en el campus, que se extiende por más de 450 acres (1,8 km2). Desde 1977, se han construido más de 40 edificios. El edificio más antiguo del campus es Alumni Hall, que se construyó originalmente en 1891 y se reconstruyó en 1893 después de un incendio; en ese momento, el edificio era toda la escuela original.

### Iglesia y monasterio de la Abadía de San Anselmo
La iglesia de la abadía es el centro litúrgico de la universidad. Con frecuencia se la cita como el “corazón del campus”. La iglesia superior permite que la comunidad universitaria se una a la comunidad monástica para la celebración diaria de la Santa Misa y la Liturgia de las Horas. La iglesia inferior permite que grupos más pequeños de la comunidad se reúnan para el culto y alberga la Capilla de la Virgen, la Capilla Bizantina de San Basilio, varios otros altares laterales, las antiguas oficinas del Ministerio del Campus y salas de reuniones. La iglesia inferior es el lugar donde se celebra la misa semanal de las 9 p. m. que se lleva a cabo los miércoles por la noche. Un monasterio provisional existió entre 1919 y 1955 en lo que ahora es Joseph Hall, adyacente a Alumni Hall. El monasterio actual, construido en 1955, cuenta solo con un cocinero, ya que los monjes realizan todas las demás tareas como limpieza, mantenimiento y conservación. Con cuatro pisos, incluido un sótano, el monasterio puede albergar hasta cien personas, tanto monjes como invitados en retiro.
Elegido en 2012, el abad Mark Cooper, OSB, se ha desempeñado como el quinto abad de la abadía de San Anselmo y canciller ex officio del colegio. Los estudiantes varones cenan con frecuencia en el monasterio como invitados; se les exige que cumplan con la regla benedictina de silencio mientras comen, lo que permite la contemplación y la oración. El monasterio tiene un refectorio, un refectorio de invitados más pequeño, una capilla más pequeña, dos salas de bienvenida cerca de la entrada principal y se completa con acceso en ascensor a los cuatro pisos. El monasterio también sirve como casa madre de la escuela Woodside Priory y el abad sirve como padre espiritual de los monjes que sirven allí. La abadía de San Anselmo es miembro de la Congregación Americano-Cassinese de la Confederación Benedictina. La abadía de San Anselmo se fundó a partir de la abadía de Santa María en Newark, Nueva Jersey.
Tanto la abadía como la iglesia fueron diseñadas por los arquitectos de Manchester Koehler & Isaak, la primera en el conservador estilo neocolonial y la segunda en un estilo modernista localmente ambicioso. Los arquitectos pretendían que la mampostería y las vigas expuestas de la iglesia evocaran la arquitectura de la iglesia católica primitiva.

## Atletismo
Saint Anselm College compite en el nivel de División II de la NCAA en 23 deportes universitarios masculinos y femeninos. La universidad ofrece béisbol, baloncesto, cross country, fútbol, golf, hockey sobre hielo, lacrosse, esquí, tenis, hockey sobre césped, voleibol, atletismo, bolos y sóftbol, abiertos a todos los estudiantes. Los equipos deportivos de Saint Anselm son conocidos como los Halcones; y sus colores son azul y blanco.

## Organizaciones estudiantiles
Las organizaciones estudiantiles en el campus incluyen organizaciones de arte y cultura, grupos de actuación, grupos deportivos, organizaciones políticas, organizaciones religiosas y grupos de acción social. Los clubes en el campus incluyen a los Caballeros de Colón, Alpha Phi Omega, Abbey Players, Campus Activities Board, Classics Society, The History Society, Demócratas, Republicanos, Green Team, Italian Club, Dance Club, Muslim Student Association, Jazz Band, Organization for Life, Mock Trial, Psychology Club y Yearbook Club. Un ejemplo de organizaciones universitarias que juegan un papel activo en la comunidad local es Saint Anselm College Knights of Columbus, Council 4785 en Manchester, que recibió el Premio Nacional de Actividad Comunitaria 2009-2010 por crear un programa integral de reciclaje en la Prisión Estatal de Mujeres de Nuevo Hampshire.